# Moissei Jakowlewitsch Ostrogorski
Moissei Jakowlewitsch Ostrogorski (russisch Моисей Яковлевич Острогорский, wiss. Transliteration Moisej Jakovlevič Ostrogorskij; * 1854 in Hrodna, Russisches Kaiserreich; † 10. Februar 1921 in Petrograd) war ein russischer Politikwissenschaftler, der noch heute für seine Studien zur vergleichenden Parteiensystemforschung bekannt ist.

## Leben
Ostrogorski studierte Rechtswissenschaft in Sankt Petersburg und arbeitete einige Jahre für das russische Justizministerium. In den 1880er-Jahren wurde er zur Emigration gezwungen. Er ging nach Paris und studierte dort bis 1885 an einem unabhängigen Institut für politische Wissenschaft. Dort verfasste er Werke zur russischen Geschichte, die an Schulen verwendet wurden, und schrieb eine Abhandlung über Frauenrechte im öffentlichen Recht in französischer Sprache.
Ostrogorskis Hauptbetätigungsfeld als Forscher lag auf der Studie politischer Parteien. Dazu hielt er sich viele Jahre in den Vereinigten Staaten und Großbritannien auf. 1902 veröffentlichte er Democracy and the Organization of Political Parties (im Original auf Französisch). Nach seiner Rückkehr nach Russland ließ er sich 1906 auf der jüdischen Wählerliste in Grodno in die Duma wählen, wo er zu einem wichtigen Vertreter innerhalb der verfassungsgemäßen demokratischen Parteien avancierte. Nach der Auflösung der Duma schon nach 72 Tagen durch Zar Nikolaus II. verließ Ostrogorski die aktive Politik wieder.

## Werk
Das wichtigste Ergebnis seiner Beobachtungen und wissenschaftlichen Arbeiten ist die Feststellung, dass auch demokratische Parteien eine quasi pathologische Tendenz haben, zu bürokratisch-oligarchischen Organisationen zu werden. Dies wurde von Robert Michels etwas später auch für die sozialdemokratische Partei im deutschen Kaiserreich nachgewiesen, die damals einzige deutsche Partei mit einem (basis-)demokratischen Selbstanspruch, in dem die Willensbildung von unten nach oben verlaufen soll(te). Maurice Duverger bestätigte die Aussagen Ostrogorskis auf breiterer Materialbasis 1951 nochmals.
Ostrogorski war der erste, der versuchte eine systematische Theorie über den Vergleich verschiedener politischer Systeme, namentlich der Vereinigten Staaten und Großbritanniens, aufzustellen. Hierbei legte er besonderes Augenmerk auf die beiden Parteiensysteme der zwei Gesellschaften und bot Hypothesen über Wahlverhalten und Meinungsbildung an, die durch das Wahlrecht, welches in beiden Systemen ein Mehrheitswahlrecht ist, alleine nicht erklärbar sind.
Ostrogorski war nicht bereit, sich mit den oligarchischen Tendenzen, die zu undemokratischen Strukturen führen, abzufinden, und schlug verschiedene Gegenmaßnahmen vor. Einer seiner radikaleren Vorschläge war, die Parteien ganz abzuschaffen und durch ein System befristeter Verbände zu ersetzen. Diese sollten nur zur Erreichung eines spezifischen Zweckes gegründet werden und nach Zielerreichung umgehend wieder aufgelöst werden. Dadurch wollte Ostrogorski die als unvermeidbar erkannte oligarchische Tendenz von Parteien, dass sich mit der Zeit immer bestimmte Machtzirkel ausbilden, unterbinden. Um mangelnde Professionalität des Personals und effiziente Arbeitsabläufe in einem solchen Rotationssystem machte er sich, in Anbetracht des allgegenwärtigen Mangels an Beteiligungsmöglichkeiten, verständlicherweise weniger Sorgen als um die Sicherstellung und den Ausbau emanzipierender demokratischer Strukturen.

## Rezeption
Die Politologen Hans Daudt und Douglas W. Rae benennen das von ihnen 1976 formulierte Wahlparadoxon „Ostrogorski-Paradox“. Dieses besagt, dass es bei Wahlen und Abstimmungen zu starken Verzerrungen des tatsächlichen „Wählerwillens“ kommen kann, wenn über das komplette Parteiprogramm abgestimmt wird und nicht getrennt über die einzelnen Sachfragen.